# Christoffer Mafoumbi
Christoffer Mafoumbi (Roubaix, 1994. március 3. –) francia születésű kongói válogatott labdarúgókapus, az US Le Pontet játékosa.
A kongói válogatott tagjaként részt vesz a 2015-ös afrikai nemzetek kupáján.